# Superprodução da elite

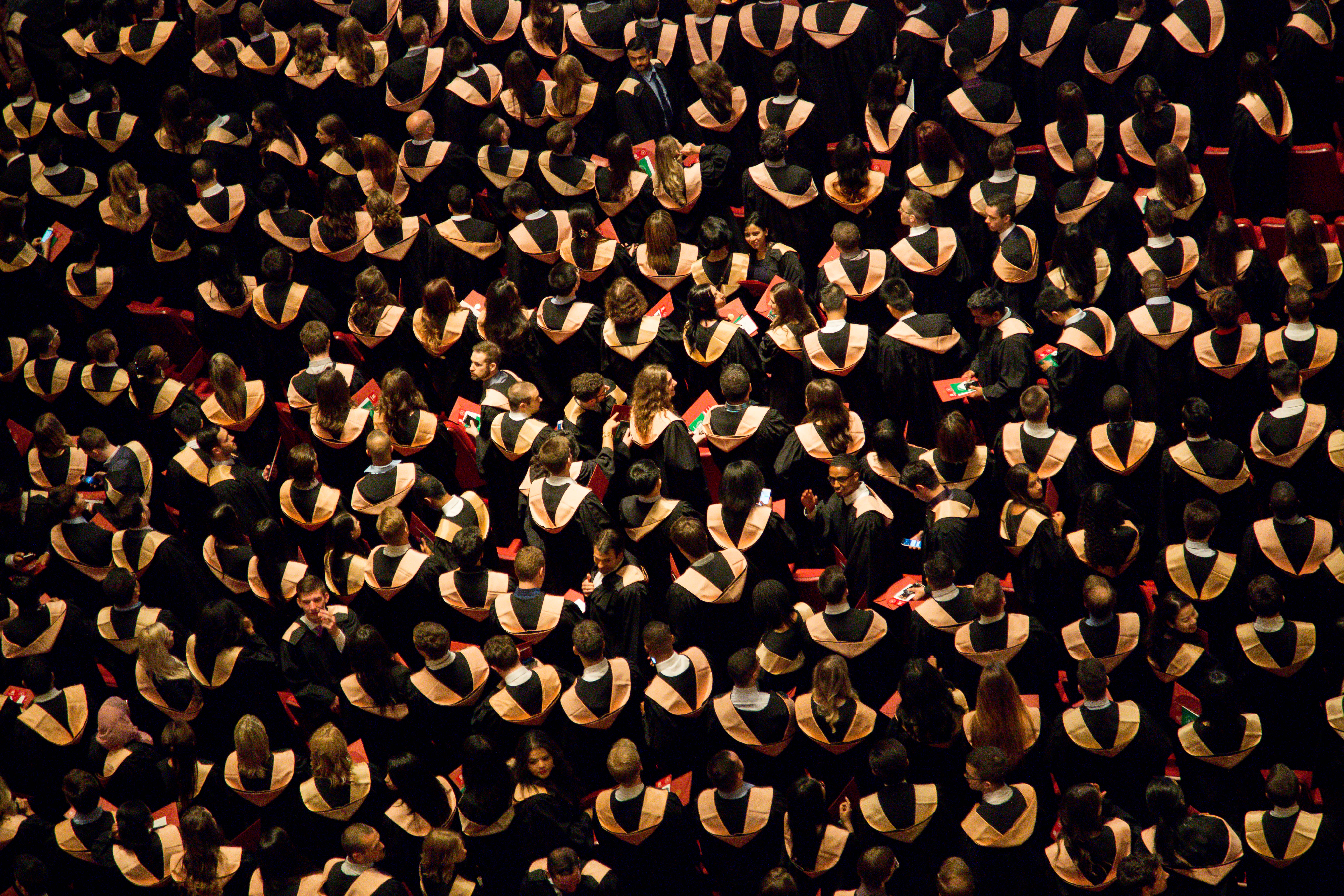
Cerimónia de formatura universitária em Ottawa, Canadá (2016).

A superprodução da elite é um conceito desenvolvido por Peter Turchin que descreve a condição de uma sociedade que está a produzir muitos membros potenciais de elite em relação à sua capacidade de absorvê-los na estrutura de poder. Isto, Turchin levanta a hipótese, é uma causa de instabilidade social, uma vez que aqueles que ficam fora do poder sentem-se injustiçados pelo seu estatuto socioeconómico relativamente baixo.
No entanto, o modelo de Turchin não pode prever precisamente como uma crise se desenrolará; ele só pode gerar probabilidades. Turchin comparou isto ao acúmulo de madeira morta numa floresta ao longo de muitos anos, abrindo caminho para um incêndio florestal cataclísmico mais tarde. É possível prever uma conflagração maciça, argumenta Turchin, mas não o que a causa. Também não oferece soluções definitivas, embora possa esclarecer as compensações de várias opções. Para Turchin, a história sugere que a reversão não violenta da superprodução da elite é possível, citando as duas décadas após a Segunda Guerra Mundial nos Estados Unidos, uma época de altos impostos sobre os ricos e sindicatos fortes.

## Visão geral
Segundo Turchin e Jack Goldstone, os períodos de instabilidade política ao longo da história humana devem-se ao comportamento puramente egoísta da elite. Quando a economia enfrentou um aumento na força de trabalho, o que exerceu uma pressão descendente sobre os salários, a elite geralmente manteve grande parte da riqueza gerada para si, resistindo à tributação e à redistribuição de rendimento. Perante a intensificação da concorrência, procuraram também restringir a janela de oportunidade, para preservar o seu poder e estatuto para os seus descendentes. Estas ações agravaram a desigualdade, um dos principais motores da turbulência sociopolítica devido à propensão dos relativamente abastados para o radicalismo. As crenças políticas progressistas generalizadas entre os licenciados, por exemplo, podem dever-se ao subemprego generalizado e não à exposição a ideias ou experiências progressistas durante os seus estudos. Turchin disse que a superprodução da elite explica os distúrbios sociais durante os últimos anos de várias dinastias chinesas, o final do Império Romano, as Guerras Religiosas Francesas e a França antes da Revolução, e previu em 2010 que esta situação causaria agitação social nos Estados Unidos durante a década de 2020.
Num ensaio, o filósofo Francis Bacon alertou para a ameaça de sedição se "forem criados mais académicos do que a promoção pode levar a cabo". O economista político Joseph Schumpeter afirmou que uma sociedade capitalista liberal contém as sementes da sua própria queda, uma vez que gera uma classe de intelectuais hostis tanto ao capitalismo como ao liberalismo, embora sem os quais estes intelectuais não possam existir. Antes de Turchin, o cientista político Samuel Huntington alertou sobre uma desconexão entre a mobilidade social ascendente e a capacidade das instituições de absorver estes novos indivíduos, levando à decadência sociopolítica. O historiador John Lewis Gaddis observou que, embora os jovens sempre tenham desejado desafiar as normas da sociedade, ao investir tanto na educação, os principais países de ambos os lados da Guerra Fria praticamente deram aos jovens as ferramentas necessárias para infligir às suas pátrias o período tumultuado que foi o final da década de 1960 e o início da década de 1970.

## Austrália
Na Austrália, o ensino superior continua a ser promovido para jovens na década de 2020. No entanto, apenas cerca de metade dos salários e ordenados do Grupo dos Oito (Go8), as universidades mais antigas e prestigiadas do país, foram para o ensino académico (ensino e investigação), enquanto muitos estudantes ficam endividados após a graduação.

## Canadá
O Canadá tem a maior percentagem de trabalhadores com ensino superior no G7. No entanto, a produtividade do Canadá é inferior à de todas as outras nações deste grupo, com exceção do Japão. Uma razão, segundo o Banco do Canadá, é a discrepância entre as competências aprendidas na escola e as exigidas no local de trabalho. Como resultado, muitos dos novos ingressantes no mercado de trabalho encontram-se desempregados, apesar de serem altamente qualificados, ou presos em posições de baixos salários. Em Agosto de 2024, a taxa de desemprego jovem do Canadá era de 14,5%, a mais alta desde 2012. O Banco do Canadá refere-se a isto como uma emergência económica.

## China
Um dos fatores que levaram ao declínio e colapso da dinastia Qing, a última da China Imperial, foi a Rebelião Taiping, uma das guerras civis mais mortais da história da humanidade. A rebelião foi desencadeada por jovens descontentes e bem qualificados, que estudaram muito e arduamente para os rigorosos exames do serviço público, mas acabaram por descobrir serem incapazes de concorrer a cargos lucrativos no Estado. A Rebelião Taiping exacerbou outros problemas que a China Imperial enfrentava na época, incluindo inundações, secas, fomes e incursões estrangeiras.
Na China moderna, a expansão do ensino superior, que começou no final da década de 1990, foi feita por razões políticas e não económicas. No início da década de 2020, os jovens chineses veem-se enfrentando dificuldades na procura de emprego. O ensino universitário oferece pouca ajuda. Devido ao desfasamento entre a educação e o mercado de trabalho, aqueles que possuem qualificações universitárias têm maior probabilidade de estar desempregados. Cerca de um quarto dos jovens chineses prefere trabalhar para o Estado em vez do sector privado e, de acordo com a crença tradicional confucionista, não têm uma opinião elevada sobre o trabalho manual. Em junho de 2023, a taxa de desemprego na China para pessoas entre os 16 e os 24 anos era de cerca de um quinto. Em resposta, o governo recomendou que os estudantes e as suas famílias considerem programas de treino vocacional para preencher cargos de colarinho azul. Mas a mudança na perceção pública tem sido lenta.

## Egito
Em 2011, como parte da Primavera Árabe, jovens egípcios foram para as ruas para exigir "pão, liberdade e justiça social". O desemprego jovem era um problema sério enfrentado pelo país na época, especialmente entre aqueles com pelo menos um diploma de bacharel. A taxa de desemprego entre as mulheres jovens era ainda pior que a dos homens jovens. Este problema foi causado em parte pelo crescimento populacional do Egito.

## Reino Unido
No Reino Unido, não havia simplesmente um número suficiente de britânicos da classe trabalhadora desiludidos com o status quo para apoiar o movimento Brexit, que também foi apoiado por muitos eleitores altamente qualificados, muitos dos quais estavam endividados e subempregados ou desempregados, uma vez que não havia empregos suficientes para corresponder aos seus diplomas. À medida que a classe educada se move mais para a esquerda, os ideais de esquerda ganham popularidade.

## Estados Unidos
Nos Estados Unidos, enquanto a maioria dos historiadores e investigadores sociais consideram o New Deal da década de 1930 como um ponto de viragem na história americana, Turchin argumenta que, do ponto de vista da teoria estrutural-demográfica, foi apenas uma continuação da Era Progressista (décadas de 1890 a 1910), embora algumas tendências tenham sido aceleradas. Durante este período, mais regulamentações foram impostas às empresas. Os sindicatos tornaram-se mais poderosos. A mobilidade social ascendente foi revertida, como pode ser visto nas cotas de admissão (contra judeus e negros) nas instituições da Ivy League e na queda do número de escolas de medicina e odontologia. As preocupações com a confiança social levaram a restrições na imigração e a menos tolerância para com aqueles considerados socialmente desviantes. Como explica o cientista político Robert Putnam, a diversidade étnica e cultural tem as suas desvantagens na forma de declínio do capital cultural, diminuição da participação cívica, menor confiança social geral e maior fragmentação social. Para Turchin, os anos dourados da década de 1950 refletiram a Era dos Bons Sentimentos.
Turchin observou que entre as décadas de 1970 e 2020, enquanto a economia geral cresceu, os salários reais para trabalhadores pouco qualificados estagnaram, enquanto que os custos da habitação e ensino superior continuaram a subir. O descontentamento popular levou a tumultos urbanos, algo que também aconteceu nos anos imediatamente anteriores à Guerra Civil. Durante a década de 1850, o nível de antagonismo entre os industriais do Norte e os proprietários de plantações do Sul também aumentou, resultando em incidentes de violência nos corredores do Congresso.
Na década de 2010, tornou-se claro que o custo do ensino superior aumentou exponencialmente nas últimas três a quatro décadas — mais rapidamente do que a inflação, na verdade — graças à crescente procura. Para esta previsão, Turchin usou dados atuais e a teoria estrutural-demográfica, um modelo matemático de como as mudanças populacionais afetam o comportamento do estado, da elite e dos bens comuns, criado por Jack Goldstone. O próprio Goldstone previu, usando o seu modelo, que no século XXI, os Estados Unidos elegeriam um líder nacional populista. A superprodução de elite tem sido citada como uma causa raiz da tensão política nos EUA, uma vez que muitos Millennials bem-educados estão desempregados, subempregados ou não alcançaram o elevado estatuto que esperavam. Mesmo assim, a nação continuou a produzir um excesso de advogados e de doutorados, especialmente nas ciências humanas e sociais, para as quais as perspetivas de emprego eram escassas, antes da pandemia da COVID-19. Além disso, de acordo com projeções do US Census Bureau, a parcela de pessoas na faixa dos 20 anos continuou a crescer até o final da década de 2010, o que significa que o aumento da juventude provavelmente não desapareceria antes da década de 2020. Como tal, o fosso entre a oferta e a procura no mercado de trabalho provavelmente não diminuiria antes disso, e os salários em queda ou estagnados geram stress sociopolítico. Turchin previu que a resolução desta crise ocorrerá na década de 2030 e mudará substancialmente o carácter dos Estados Unidos.
No início da década de 2020, muitos professores abandonaram definitivamente o meio académico, especialmente os das humanidades. Turchin observou, no entanto, que os EUA também estavam a produzir em excesso licenciados em STEM. Várias universidades públicas reduziram os seus departamentos de STEM.